# Synapha bicolor
Synapha bicolor is een muggensoort uit de familie van de paddenstoelmuggen (Mycetophilidae). De wetenschappelijke naam van de soort is voor het eerst geldig gepubliceerd in 1952 door Shaw and Fisher.